# Hof van Justitie (Suriname)
Het Hof van Justitie, officieel het Hof van Justitie van Suriname, is de hoogste rechterlijke instantie in Suriname. Het Hof zetelt in Paramaribo. Het behandelt beroepen tegen beslissingen van de drie kantongerechten, én in eerste en enige instantie zaken betreffende ambtenaren, ambtsmisdrijven van leden van de regering en tuchtzaken tegen advocaten en deurwaarders. De positie van het Hof is geregeld in artikel 139 van de grondwet van Suriname: "De hoogste instantie van de Rechterlijke Macht met rechtspraak belast draagt de naam van het Hof van Justitie van Suriname. Het Hof houdt toezicht op de geregelde afdoening van alle rechtsgedingen."
Artikel 140 van de grondwet van Suriname bepaalt: 'Politieke ambtsdragers staan wegens misdrijven, in die betrekking gepleegd, ook na hun aftreden terecht voor het Hof van Justitie. De vervolging wordt ingesteld door de procureur-generaal, nadat de betrokkene door De Nationale Assemblée in staat van beschuldiging is gesteld op een nader bij wet te bepalen wijze. De wet kan bepalen, dat leden van Hoge Colleges van Staat en andere ambtenaren wegens ambtsmisdrijven voor het Hof van Justitie terecht staan.'
Het Hof van Justitie neemt in eerste aanleg kennis van alle burgerlijke zaken, waarvan de berechting bij wet uitdrukkelijk aan het Hof is opgedragen (artikel 33, lid 1 van het Reglement op de inrichting en samenstelling van de Surinaamse rechterlijke macht). Het Hof van Justitie neemt kennis van het hoger beroep van alle daarvoor niet onvatbaar verklaarde vonnissen en beschikkingen door kantonrechters in burgerlijke zaken gewezen (artikel 34 van het Reglement op de inrichting en samenstelling van de Surinaamse rechterlijke macht). 
Het Hof van Justitie neemt uitsluitend in hoger beroep kennis van alle daarvoor niet onvatbaar verklaarde vonnissen en beschikkingen door de kantonrechters in strafzaken gewezen (artikel 36 van het Reglement op de inrichting en samenstelling van de Surinaamse rechterlijke macht). 
Het Hof van Justitie neemt kennis van alle jurisdictiegeschillen ontstaan tussen kantonrechters onderling (artikel 38 van het Reglement). 
Het Hof van Justitie vonnist in alle zaken met drie rechters. Een lid, dat in eerste aanleg van een zaak kennis heeft genomen, mag aan de behandeling van die zaak door het Hof van Justitie niet deel nemen (artikel 39 van het Reglement).
Waarnemend President van het Hof van Justitie van Suriname is per 1 april 2014 mr. I.H.M.H. Rasoelbaks.